# Château-Gaillard
Château-Gaillard är en kommun i departementet Ain i regionen Auvergne-Rhône-Alpes i östra Frankrike. Kommunen ligger  i kantonen Ambérieu-en-Bugey som ligger i arrondissementet Belley. Kommunens areal är 16,06 km². År 2022 hade Château-Gaillard 2 408 invånare.

## Befolkningsutveckling
Antalet invånare i kommunen Château-Gaillard
Referens: INSEE